# Zabicie jaja
Zabicie jaja (oryg. Ei om Zeep, co dosłownie w języku holenderskim znaczy Jajko na mydło, ang. The Killing of an Egg) – krótkometrażowy film animowany autorstwa Paula Driessena z 1977 roku. Film trwa niecałe trzy minuty i stanowi debiut Driessena. W Stanach Zjednoczonych Zabicie jaja jest emitowane jako przerywnik pomiędzy serialami w stacji telewizyjnej Nickelodeon.

## Opis fabuły
Film opowiada o mężczyźnie, który przygotowuje się do zjedzenia jajka na miękko. W momencie, gdy zaczyna stukać łyżeczką w skorupkę, odzywa się głos wołający "Ej, kto tam?", a następnie "Hej, uważaj". Przestraszony mężczyzna po krótkim czasie odkrywa, że głos płynie spod skorupki jajka. Kiedy nadal próbuje ją rozbić, w dalszym ciągu słychać protesty obcego głosu, więc wytrącony z równowagi ucisza go poprzez zgniecenie jaja pięściami. Następnie mężczyzna słyszy pukanie do swojego domu i mówi "Ej, kto tam?". Podchodzi do drzwi i sprawdza, czy nikogo nie ma na zewnątrz, po czym wraca, ale pukanie w dalszym ciągu nie ustaje. Mężczyzna woła "Hej, uważaj". Ostatecznie ściany jego domu pękają, a on sam zostaje zmiażdżony. W filmie wykorzystano motyw samopodobieństwa, ponieważ rozbijanie jajka (domu) przez kolejne osoby mogłoby się w teorii dokonywać w nieskończoność.